# アフ・アキビ

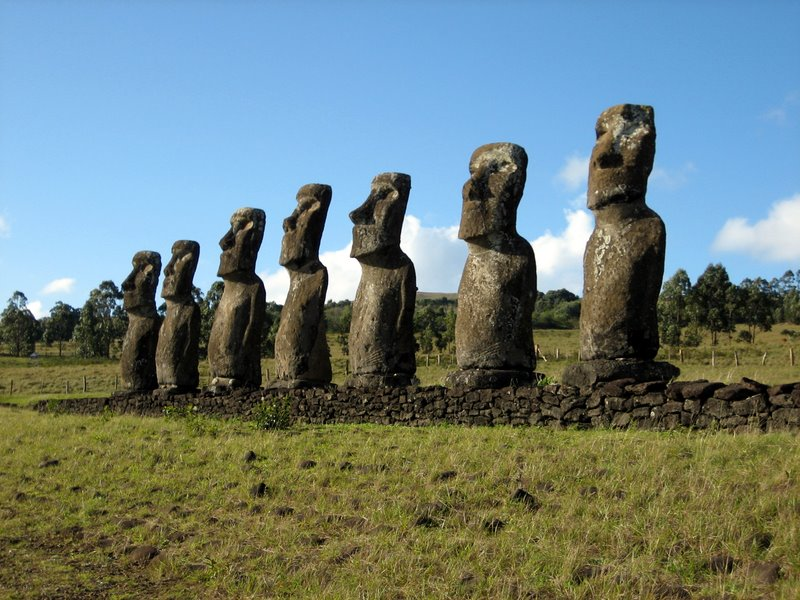
海側を向いている7体のモアイ

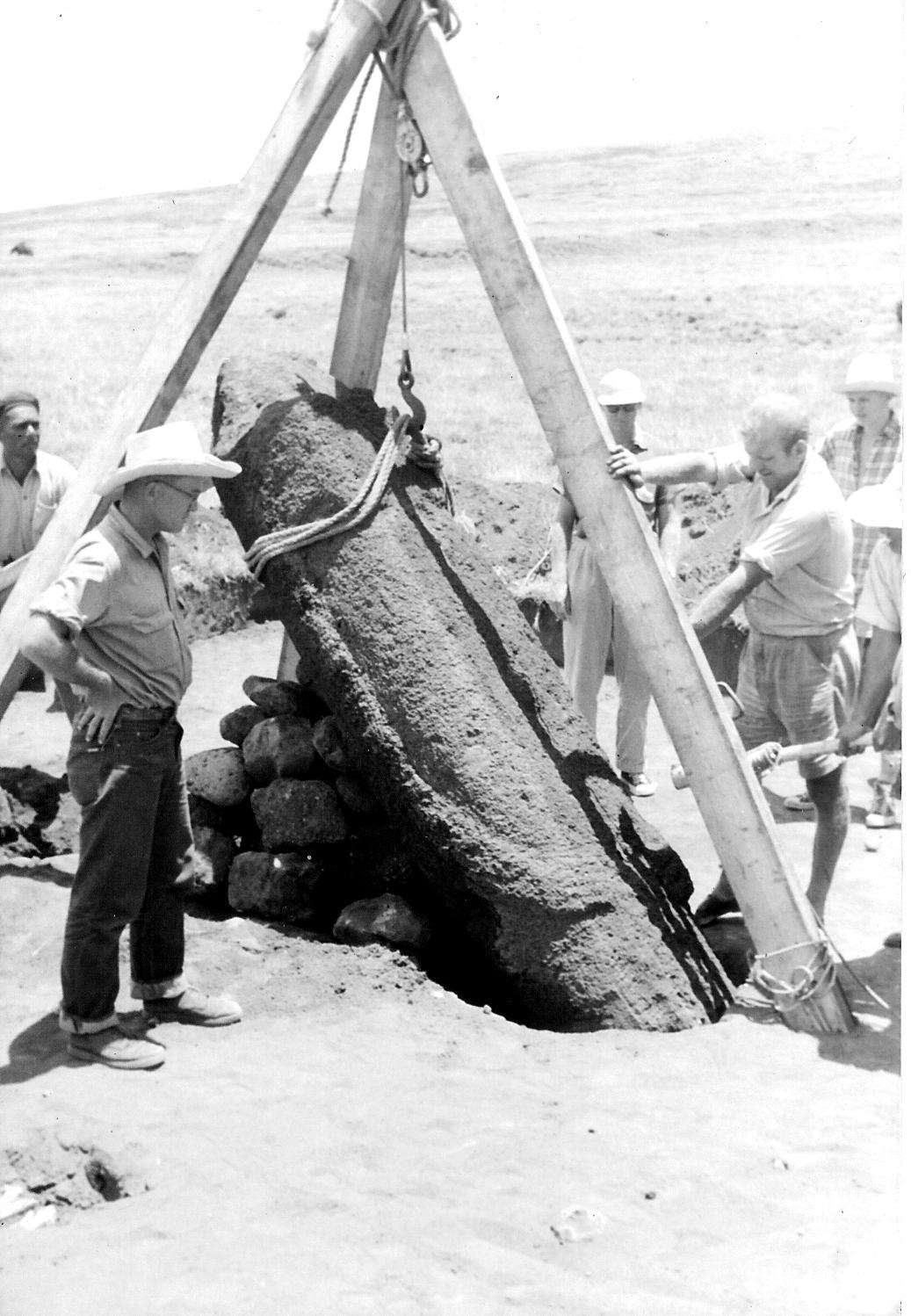
モアイを台座に上げるマロイ

アフ・アキビ（スペイン語: Ahu Akivi）は、イースター島で最も重要なアフの一つ。

## 歴史
西暦1500年頃に建造され、7体のモアイが建てられている。伝承によると、このモアイ群はホトゥ・マトゥア王が海の向こう（マルキーズ諸島と推測されている）から移住してきた際に連れてきた7人の探検家を表しているとされる。アフ・アキビは天文学的な精度で建造されており、かつては天文台としても機能する特に神聖な場所であった。7体のモアイ群は、春分の間に太陽が沈む場所に面している。
アフ・アキビのモアイ群が地面に倒れていたため、考古学者のウィリアム・マロイとゴンサロ・フィゲロアによってイースター島で最初に行われた本格的な修復作業で、その対象となった。マロイたちは1960年から翌1961年にかけての数ヶ月間でモアイを元の位置に戻し、修復を終えた。